# Попска (област Велико Търново)
Вижте пояснителната страница за други населени места с името Попска.
За другото българско село с име Попска вижте Попска (Област Габрово).
Попска е село в Северна България.
То се намира в община Елена, област Велико Търново.

## География
Махала Попска се намира на 500 метра северозападно от село Беброво. Разположено е на наклонен терен по протежение на 700-800 метра.

## История
Пръв заселник бил свещеник, който си направил тук колиба. Местността носи названието Попова колиба. Съществува предание, че тук са живели няколко свещеника.
В миналото хората от селото се занимавали със скотовъдство и гурбетчийско градинарство. Част от мъжете работели в мините на Балканбас.
В 1947 г. е основано читалище „Светлина“, за сграда, на което е закупена и преустроена частна къща.

## Личности
Васил Иванов Узунов – революционен деец, изпълнявал задачи на местния революционен комитет в Елена, участник в подготовката на Априлското въстание в Еленско
Иван Савов Иванов, един от най-големите майстори щивачи на костюми в София от 1940 до 1970 г. Щил на Георги Парцалев, Гунди и мн.др.